# Франкенщайн (род)
Вижте пояснителната страница за други значения на Франкенщайн.
Франкенщайн (на немски: Franckenstein, Frankenstein) е франкски благороднически род от 13 век, господари в Оденвалд, произлизащи от род Бройберг.
Първият споменат с това име през 948 г. е Арбогаст фон Франкенщайн, който печели на турнир. За прародител на рода е смятан Конрадус Райц фон Луцеленбах, споменат за пръв път в документ през 1189 г.
Преди 1250 г. Конрад II, Райц фон Бройберг († 1264) построява замък Франкенщайн в Оденвалд, споменат на 2 юни 1252 г., и основава господството Франкенщайн и се нарича на него. 

## Известни от фамилията
- Конрад II, Райц фон Бройберг († 1264), господар на Франкенщайн
- Конрад I фон Франкенщайн († сл. 1292), негов син, господар на Франкенщайн[3][4]
- Апетцко фон Франкенщайн, епископ на Лебус от 1345 до 1352 г.
- Рудолф фон Франкенщайн (* 1523; † 1560), княз-епископ на Шпайер от 1552 до 1560 г., син на Йохан IV фон Франкенщайн († 1558)[5]
- Йохан Карл фон и цу Франкенщайн (* 1610; † 1691), епископ на Вормс от 1683 до 1691 г.[6]
- Йохан Филип Антон фон и цу Франкенщайн (* 1695; † 1753), княз-епископ на Бамберг от 1746 до 1753 г.
- Клеменс фон Франкенщайн (* 1875; † 1942), германски композитор